# Lissonotidea isabelae
Lissonotidea isabelae là một loài tò vò trong họ Ichneumonidae.